# Podocarpus henkelii
Podocarpus henkelii là một loài thực vật hạt trần trong họ Thông tre. Loài này được Stapf ex Dallim. & B.D.Jacks. miêu tả khoa học đầu tiên năm 1923.